# Chiojdeanca
Chiojdeanca – wieś w Rumunii, w okręgu Prahova, w gminie Chiojdeanca. W 2011 roku liczyła 720 mieszkańców.